# Flächenversiegelung

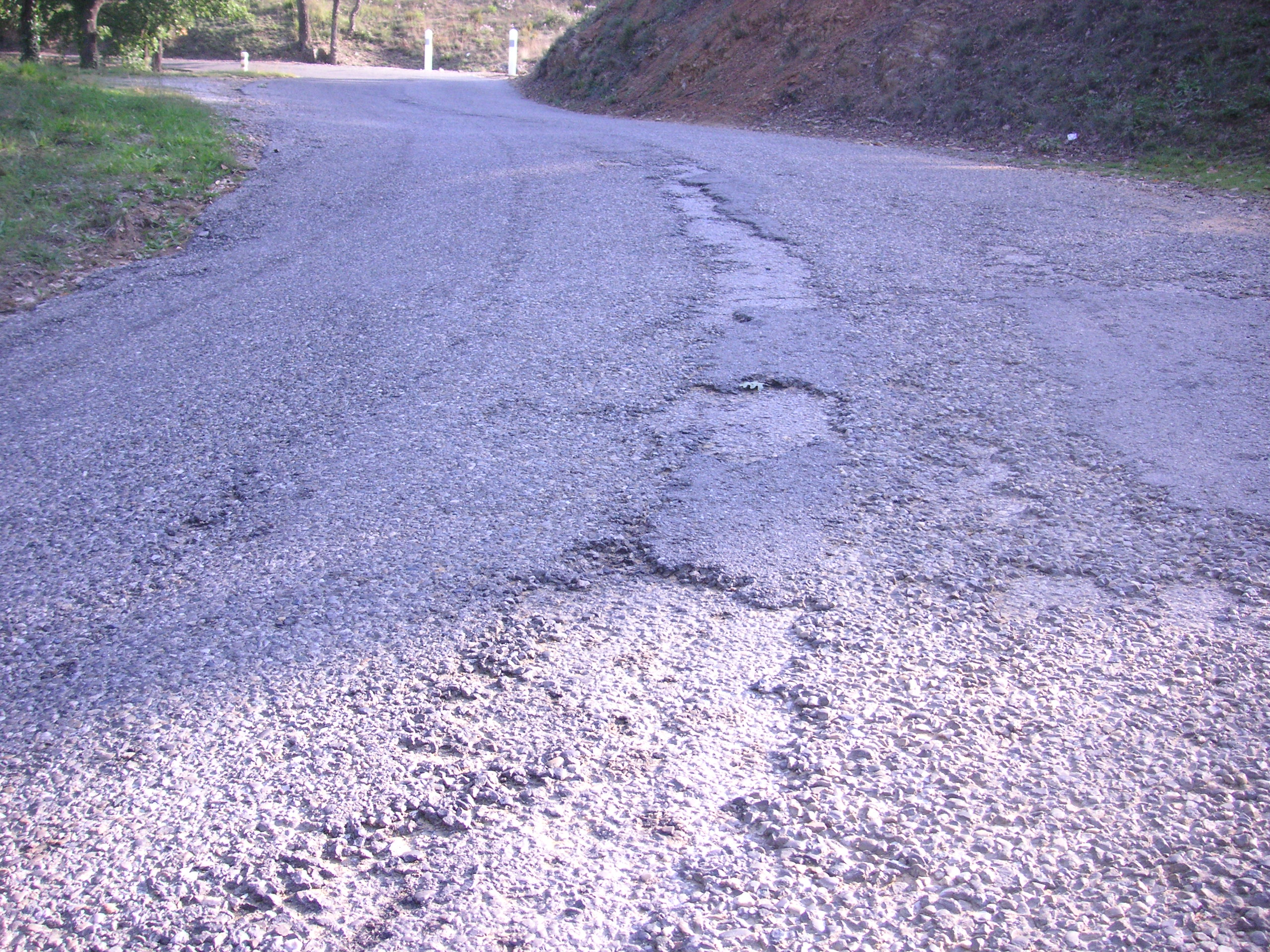
Befestigte, hier asphaltierte Straßen sind versiegelte Flächen

Flächenversiegelung oder Bodenversiegelung bezeichnet das Bedecken des natürlichen Bodens durch vom Menschen errichtete Bauwerke (einschließlich Verkehrsbauwerke). Von Flächenversiegelung wird deshalb gesprochen, weil in den Boden von oben kein Niederschlag mehr eindringen kann und so viele der dort normalerweise ablaufenden Prozesse gestoppt werden. Zur Versiegelung werden auch nicht sichtbare Bauwerke unter der Erdoberfläche gezählt, wie z. B. Leitungen, Kanäle, Fundamente sowie stark verdichtete Böden.

## Problematik

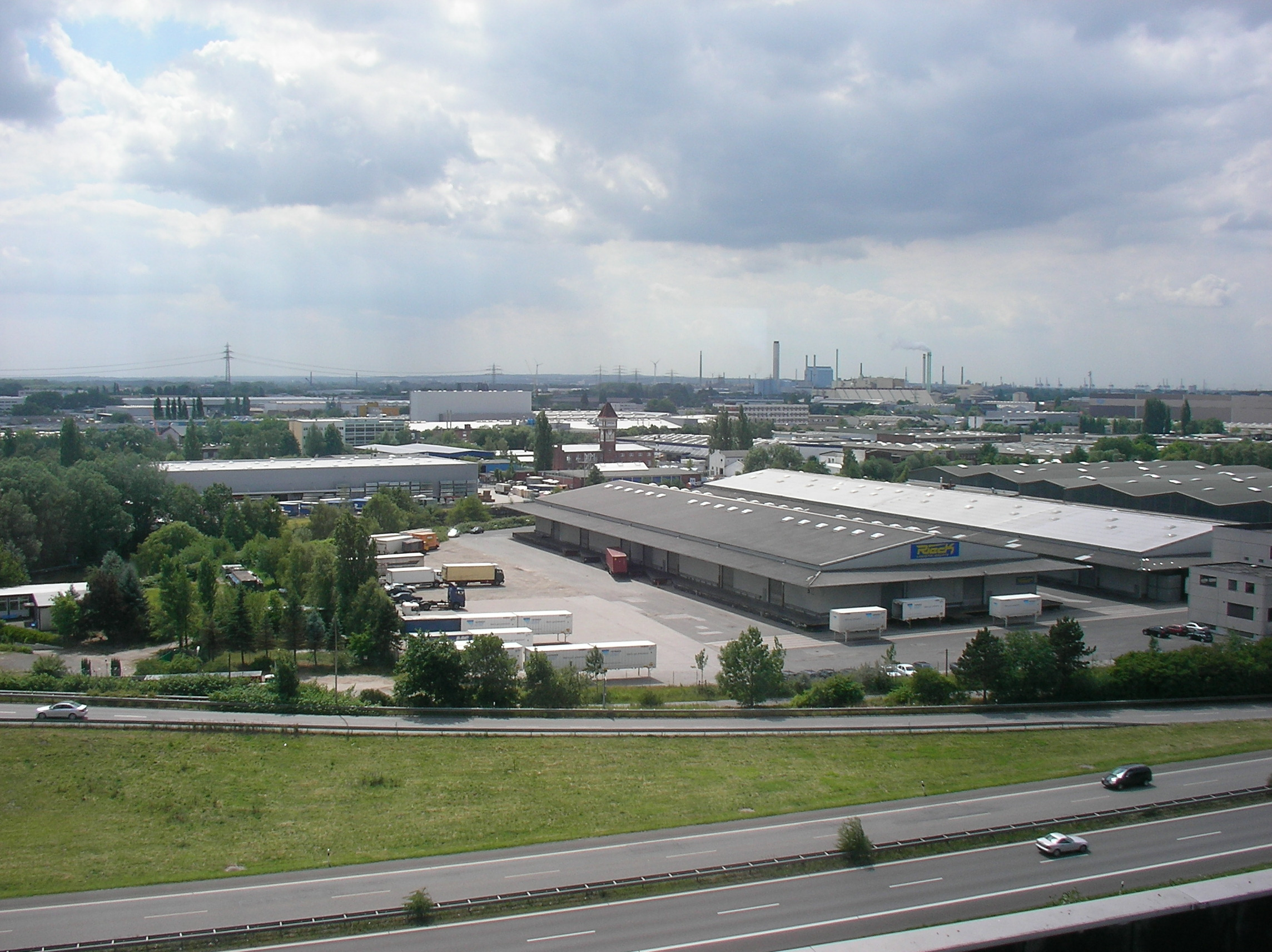
Große Flächenversiegelung in der Stadt (Industrie- und Gewerbegebiet Hamburg-Billbrook)

Bodenversiegelung wirkt sehr negativ auf den natürlichen Wasserhaushalt, da undurchlässige Böden weder Oberflächenwasser ableiten können, noch aufsteigendes Sickerwasser passieren lassen. Der oberflächliche Abfluss wird gesteigert und die Grundwasserspende verringert. Dadurch können Trinkwassermangel, vermehrte Dürreschäden und stärkere Hochwasser entstehen. Die Grundwasserbelastung und Stoffkonzentration kann steigen, da bei punktueller Versickerung des Niederschlags weniger Nähr- und Schadstoffe im Boden gefiltert werden können.
„Unterirdische Versiegelungen“ wie Tunnelbauten oder besonders tiefe Keller können das Strömungsverhalten des Grundwassers besonders in Hanglagen negativ beeinflussen.
Werden durch Bau von Straßen, asphaltierten Wegen und Plätzen, Häusern, Gewerbeanlagen und Industrieanlagen, auch im Rahmen von Nachverdichtung, freie Flächen in großem Umfang versiegelt, kann deutlich weniger Regenwasser versickern. In Städten und umliegenden Siedlungsräumen sind oftmals große Anteile des Bodens versiegelt.
Versiegelungen absorbieren – da überwiegend dunkle Flächen (Asphalt) entstehen – viel Energie aus der Sonneneinstrahlung; so kommt es an heißen Tagen zu einer starken Erwärmung der Stadt. Zusammen mit der fehlenden Schattenwirkung der Pflanzen und deren fehlender Wasserverdunstung wird das Kleinklima negativ beeinflusst.
Die Versiegelung beeinträchtigt massiv die natürliche Bodenfruchtbarkeit. Da der Boden dauerhaft von Luft und Wasser abgeschlossen ist, gehen die Bodenorganismen zugrunde; damit verliert der Boden die Fähigkeit zum Auf-, Um- oder Abbau von fruchtbarem Boden.
Schließlich ist die Entsiegelung von Boden aufwändig und teuer, zudem bleibt die Bodenstruktur dauerhaft gestört, beispielsweise durch Fremdstoffe wie Beton- oder Asphaltbrocken, Kunststoffsplitter oder Schadstoffe. Die ursprüngliche Bodenfruchtbarkeit bildet sich nur langsam und über längere Zeiträume zurück, oft ist die vorherige Qualität nicht mehr herstellbar.

## Gegenmaßnahmen und stadtklimatische Wirkung einer Entsiegelung

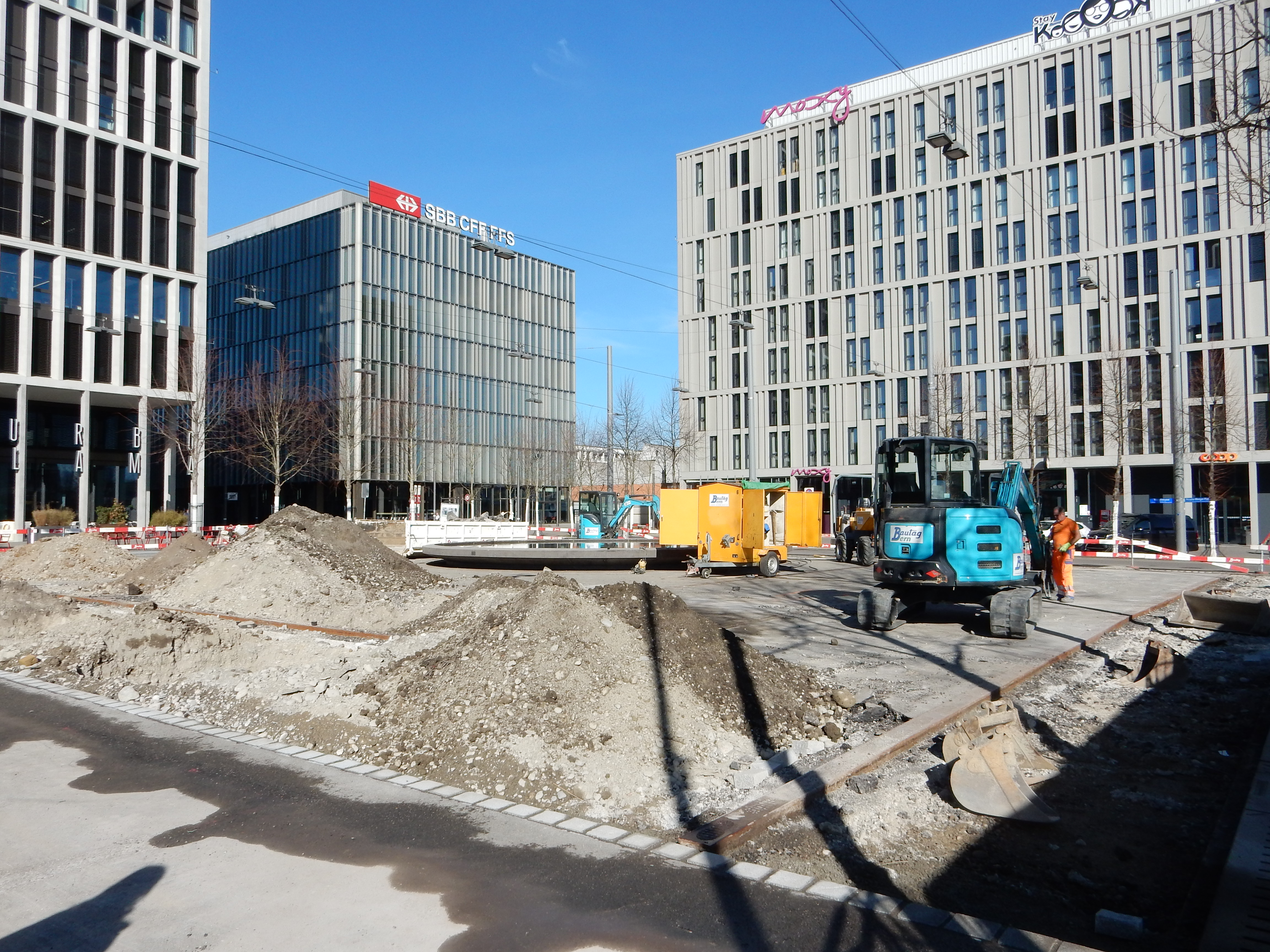
Nördlich des Bahnhofs Wankdorf (CH) wird ein Platz entsiegelt, um das Stadtklima zu verbessern (Februar 2023)

Um der Versiegelung entgegenzuwirken, nutzen staatliche Stellen Instrumente der Raumordnung und Stadtplanung; in Deutschland regeln beispielsweise das Raumordnungsgesetz und Flächennutzungspläne, welche Flächen bebaut werden dürfen. In der Konkretisierung des Flächennutzungsplans, dem Bebauungsplan, ist des Weiteren durch die Vorgabe der maximal bebaubaren Fläche gemäß § 9 I 1 BauGB und § 19 IV 3 BauNVO der Mindestanteil an entsiegelter Fläche festgelegt.
Bei Baumaßnahmen mit großer Flächenversiegelung sollten ökologische Ausgleichsflächen geschaffen werden: Eingriffe in Natur und Landschaft kann man so an anderer Stelle kompensieren. Dabei werden Feldrandhecken und Magerrasenflächen angepflanzt, Feuchtflächen angelegt und Bäche renaturiert. Diese Biotope sind aus Naturschutzsicht sehr wertvoll, da sie sehr artenreich sind.
In Bezug auf die Reduzierung der städtischen Wärmeinseln hat die Entsiegelung von Flächen eine nachgewiesene positive Wirkung. So konnte in einer in Nikosia durchgeführten Untersuchung festgestellt werden, dass ein Entsiegelungsgrad des Bodens von 40 % die Wärmeinsel um 20 % verringern konnte und ein Entsiegelungsgrad von 20 % zu einer Senkung des Wärmeinseleffekts um 0,8 bis 1,8 °C führten.
In einer in Bonn durchgeführten Studie des Deutschen Wetterdienstes konnte festgestellt werden, dass ein Entsiegelungsgrad von 10 % auf Fußgängerebene (2 m über dem Boden) überwiegend bessere Ergebnisse erzielt als die häufig angewendete Dachbegrünung. Die beste Wirkung wurde dabei in dicht bebauten Gebieten mit einer Senkung von 1,5 °C erreicht.
Bezüglich der Landoberflächentemperatur fand eine weitere Untersuchung in Indianapolis heraus, dass es einen positiven Zusammenhang zwischen der Landoberflächentemperatur und dem Anteil an undurchlässiger Fläche gibt. Je größer der Anteil an grüner Vegetation, desto niedriger die Landoberflächentemperatur. (vgl. Weng et al. 2007). Diese Erkenntnis konnte in einer Studie in Nikosia mit konkreten Messwerten belegt werden: Ein Entsiegelungsgrad des Bodens von 40 % führte zu einer Senkung um 5 °C und ein Entsiegelungsgrad von 20 % zu einer Senkung um 2 °C.
Dass eine Erhöhung der Landoberflächentemperatur einen Anstieg der Umgebungstemperatur zur Folge hat, konnte in einer Studie in Hongkong nachgewiesen werden.

### Tegelwippen

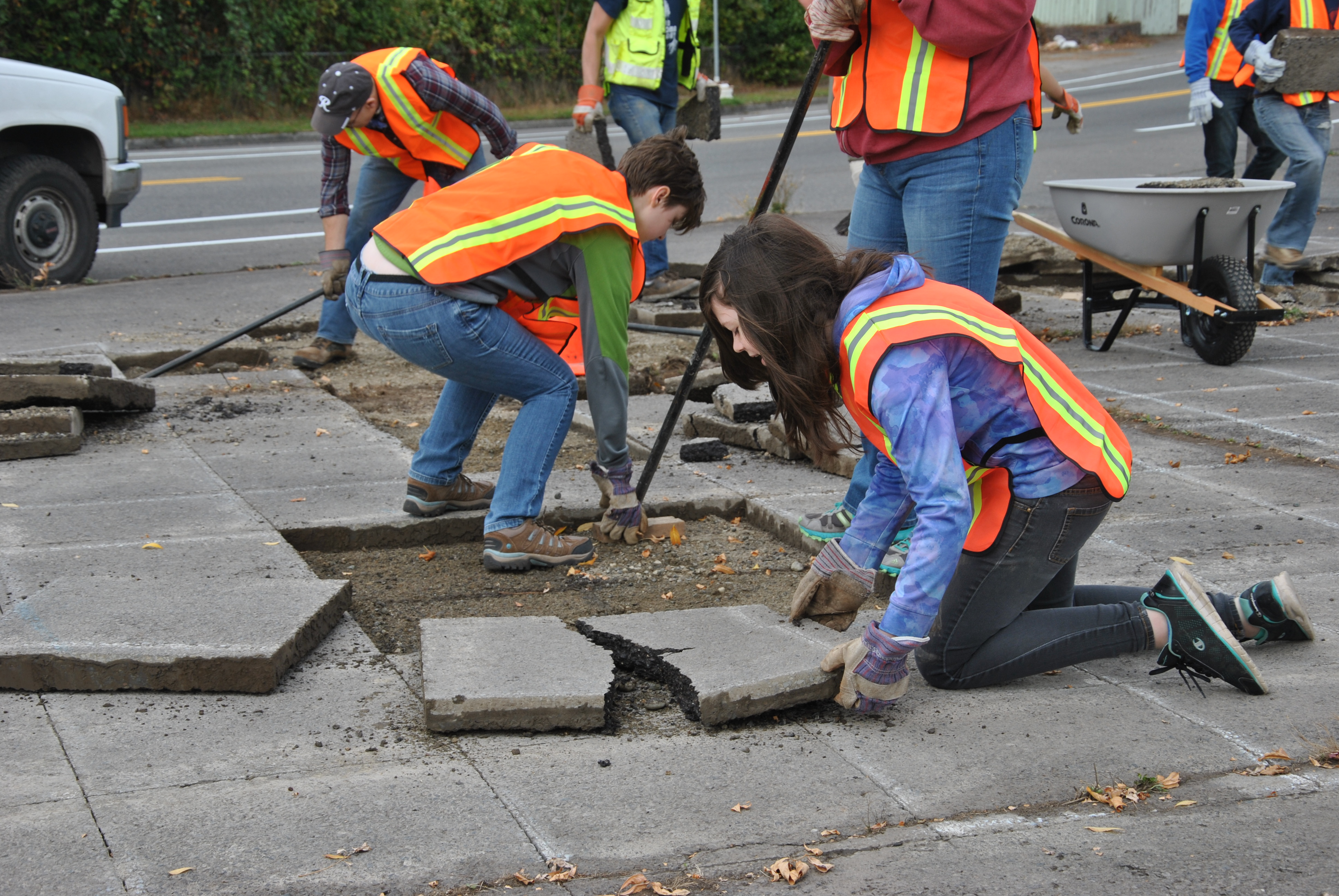
„Entpflastern“ (engl. depaving) im Pierce County (Bundesstaat Washington, USA, Oktober 2022)

2020 wurde in den Niederlanden für Städte und Gemeinden bzw. Privatpersonen von einer Kreativ-Agentur der Wettbewerb Tegelwippen initiiert (dt. wörtlich „Fliesenwippen“), seit 2023 läuft er auch in der belgischen Region Flandern: Hier sollen möglichst viele (im Freien) verlegte Pflastersteine, Fliesen etc. entfernt ("herausgewippt"\ -gehebelt) werden; als Gewinne winken je nach Kategorie eine "Goldene Fliese" oder eine "Goldene Schaufel". 2023 nahmen 173 Städte und Gemeinden teil und es wurden rund 4,5 Mio. Pflastersteine entfernt bzw. 413.000 Quadratmeter wasserundurchlässiger Oberflächenbelag gegen Rasen, Blumenbeete, Bäume und Fassadenbegrünung getauscht.

## Tatsächlich versiegelte Flächen

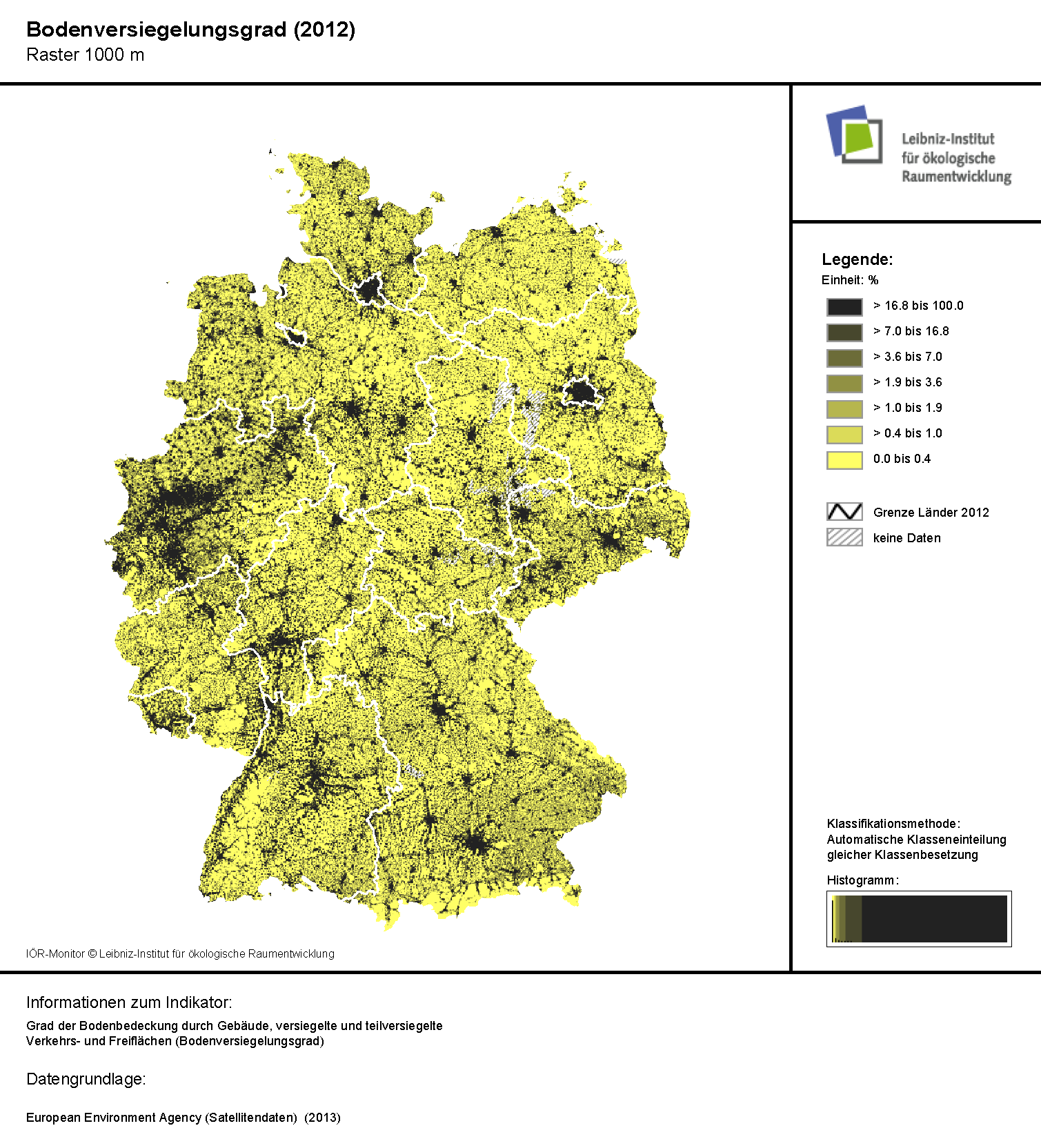
Die Karte des IÖR-Monitor stellt den Bodenversiegelungsgrad in einer räumlichen Auflösung von 1 km² für das Jahr 2012 dar.

Die Erhebung der tatsächlichen überbauten Fläche ist sehr schwierig. Seitens der Statistischen Ämter wird die Flächenversiegelung nicht erhoben. Das Bundesamt für Bauwesen und Raumordnung und das Umweltbundesamt schätzen, dass etwa 50 % der Siedlungs- und Verkehrsfläche der Bundesrepublik Deutschland versiegelt sind.
Eine Möglichkeit, den Anteil versiegelter Flächen darzustellen, bietet der Monitor der Siedlungs- und Freiraumentwicklung (IÖR-Monitor) des Leibniz-Instituts für ökologische Raumentwicklung. Der Indikator „Bodenversiegelungsgrad“ wird für die Zeitstände 2006 und 2009 und 2012 auf verschiedenen räumlichen Bezugsebenen (ohne Meeresgebiete) zur Verfügung gestellt. Die Datengrundlage bilden Satellitendaten, die von der Europäischen Umweltagentur (European Environment Agency) bereitgestellt wurden. Unter anderem kann so der Anteil versiegelter Fläche durch Gebäude, Verkehrsflächen und anderer Bauten an der Gebietsfläche, also der Grad der Flächenversiegelung, dargestellt werden. Charakteristisch sind hierfür ein Stadt-Land-Gefälle aber auch ein Unterschied zwischen alten und neuen Bundesländern.
Altindustrialisierte Regionen wie das Rhein-Ruhr- oder Rhein-Main-Gebiet bzw. Großstadtregionen wie Hamburg, Stuttgart oder München fallen durch einen höheren Anteil versiegelter Flächen auf. In ostdeutschen altindustrialisierten Regionen sind dagegen nur moderate Bodenversiegelungsgrade zu verzeichnen. Besonders niedrige Werte erreichen der Nordosten Deutschlands (Landkreis Uckermark, Brandenburg: 1,9 % Bodenversiegelung), der Osten Niedersachsens (Kreis Lüchow-Dannenberg: 1,7 % Bodenversiegelung), die Eifel (Rheinland-Pfalz und Nordrhein-Westfalen), der Bayrische Wald sowie die ländlich geprägten Gebiete der Alpen. Der niedrigste Wert konnte für den Kreis Bayreuth (Bayern, 1,6 % Bodenversiegelung), der höchste für die Stadt Herne (Nordrhein-Westfalen, 47,9 % Bodenversiegelung) ermittelt werden. Der mittlere Bodenversiegelungsgrad für die gesamte Bundesrepublik liegt bei 5,5 %.
Die Siedlungs- und Verkehrsfläche wiederum wird von den Statistischen Ämtern in der Statistik tatsächlicher Flächennutzung erhoben. Zur Siedlungs- und Verkehrsfläche gehören:
- Gebäude und gebäudebezogene Flächen für Nutzungen wie Wohnen, Handel, Dienstleistungen, Gewerbe, Industrie und Entsorgung,
- Erholungsflächen (Sportplätze, Campingplätze),
- Verkehrsflächen: Straßen, Wege, Plätze, Bahngelände, Flughäfen,
- Betriebsflächen ohne Abbauland (Halden, Lager …) und
- Friedhöfe.

Diese Flächen umfassen insgesamt ungefähr 12,5 % der Bodenfläche Deutschlands, von denen wiederum nach oben genannter Schätzung 50 % versiegelt sind. Dazu kommen aber weitere versiegelte Flächen, die nicht in der Siedlungs- und Verkehrsfläche enthalten sind (beispielsweise forst- oder landwirtschaftliche Gebäude).
Laut Angaben des Magazins Der Spiegel, die sich auf Daten des Umweltbundesamtes, des Statistischen Bundesamtes und eigener Recherchen stützte, waren 2021 22.718 km² bzw. 6,35 % der Fläche Deutschlands versiegelt.

## Flächenverbrauch und Flächenversiegelung
Ein weit verbreiteter Irrtum ist die Gleichsetzung der Siedlungs- und Verkehrsfläche mit versiegelter Fläche. Beispielsweise enthalten die „Gebäude und Freiflächen“ nicht nur versiegelte Flächen, sondern auch Hausgärten. Zur genauen Erhebung der versiegelten Flächen hat sich bisher keine Methode allgemein durchgesetzt.

### Versiegelungsrate
Laut Angaben des Statistischen Bundesamtes sind die Siedlungs- und Verkehrsflächen in Deutschland in den Jahren 2019 bis 2022 um durchschnittlich 52 Hektar pro Tag gewachsen. Das Ziel der deutschen Nachhaltigkeitsstrategie ist es, diesen Vier-Jahres-Wert bis 2030 auf 30 Hektar pro Tag zu begrenzen. Allerdings betrug die Rate auch Anfang 2024 noch rund 55 Hektar pro Tag.
Unterschieden muss jedoch der tägliche Flächenverbrauch von ca. 69 Hektar, der nicht aussagt, dass täglich 69 Hektar Fläche versiegelt werden, sondern, dass täglich 69 Hektar landwirtschaftlicher oder natürlich geprägter Fläche in Siedlungs- und Verkehrsfläche umgewandelt werden. Infolge dieser Umwandlung kommt es zu Versiegelung unterschiedlichen Ausmaßes, diese ist jedoch geringer als der Flächenverbrauch.

## Hochwasser

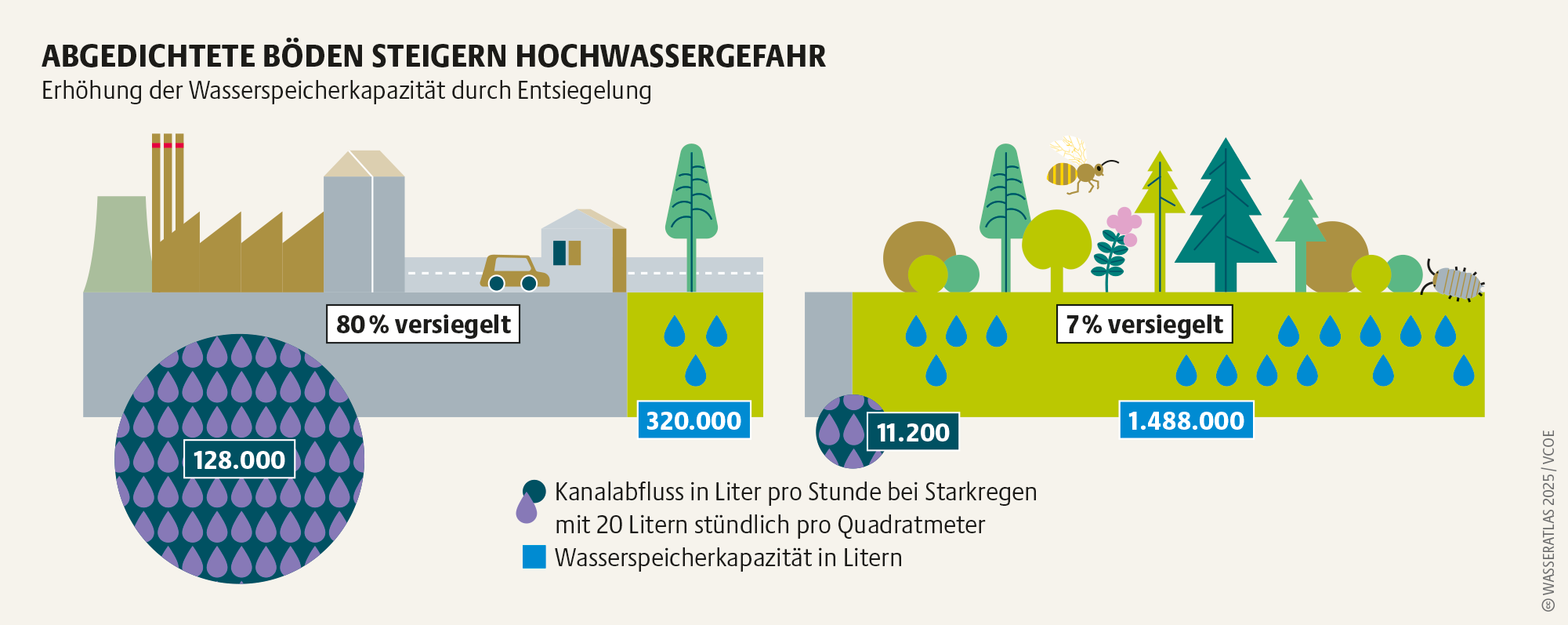
Zusammenhang zwischen Flächenversiegelung und Hochwasser

Die zunehmende Flächenversiegelung könnte bei den Auswirkungen der Hochwasser-Katastrophe 2021 (siehe: Hochwasser in West- und Mitteleuropa 2021) ein nicht geringer Faktor gewesen sein:

„Dass derartige Starkregenfälle so dramatische Konsequenzen haben, liegt zu einem großen Teil an der Versiegelung der Böden.“